# Biltzheim
Biltzheim es una comuna francesa, situada en el departamento de Alto Rin, en la región  de Alsacia.

## Demografía
| 146 | 162 | 154 | 153 | 314 | 334 |
| Para los censos de 1962 a 1999 la población legal corresponde a la población sin duplicidades (Fuente: INSEE [Consultar]) |     |     |     |     |     |